# Огоновиці (Нижньосілезьке воєводство)
Огоновиці (пол. Ogonowice) — село в Польщі, у гміні Легницьке Поле Легницького повіту Нижньосілезького воєводства.
Населення — 149 осіб (2011).
У 1975-1998 роках село належало до Легницького воєводства.

## Демографія
Демографічна структура станом на 31 березня 2011 року:
|          | Загалом | Допрацездатний вік | Працездатний вік | Постпрацездатний вік |
| -------- | ------- | ------------------ | ---------------- | -------------------- |
| Чоловіки | 69      | 16                 | 50               | 3                    |
| Жінки    | 80      | 21                 | 43               | 16                   |
| Разом    | 149     | 37                 | 93               | 19                   |